# ZooParc de Beauval
ZooParc de Beauval is een dierentuin in Saint-Aignan, Loir-et-Cher, Frankrijk. Het park heeft meer dan 3.000 dieren op 35 hectare, waarmee het een van de grootste dierencollecties van Frankrijk en Europa heeft. In 1980 werd de dierentuin door Françoise Delord opgericht en de dierentuin wordt nu geleid door zijn zoon, Rodolphe Delord en zijn familie.
Beauval was vaak de eerste dierentuin in Frankrijk die een bepaalde diersoort in zijn collectie had. Het was bijvoorbeeld de eerste dierentuin met witte tijgers en witte leeuwen.
De dierentuin is een lid van de European Association of Zoos and Aquaria en neemt deel aan het European Endangered Species Programme (EEP), waarbij het voor vijf soorten het fokprogramma coördineert: de Andescondor, de Filipijnse kaketoe, de zwarte kaketoe, de gewone neushoornvogel en de witvoettamarin.
ZooParc de Beauval heeft drie overnachtingsfaciliteiten: een appartementenhotel, Les Hameaux de Beauval, en twee driesterrenhotels: Les Jardins de Beauval en Les Pagodes de Beauval.

## Verblijven en dieren
In het park zijn vier kassen, voor vogels, mensapen, luiaards, reptielen, lamantijnen en dieren uit Australazië en drie grote weides voor herbivoren van de Afrikaanse savanne, Afrikaanse olifanten en Aziatische herbivoren. Andere onderdelen van het park zijn het Chinese gedeelte, op Chinese hoogtes genaamd, het Afrikaanse moerasgedeelte, het nijlpaardreservaat genoemd, en de twee showarena's: het zeeleeuwenbassin voor de zeeleeuwenodyssee en het openluchttheater voor de vogelshow meesters van de lucht.

### Plaine Africaine

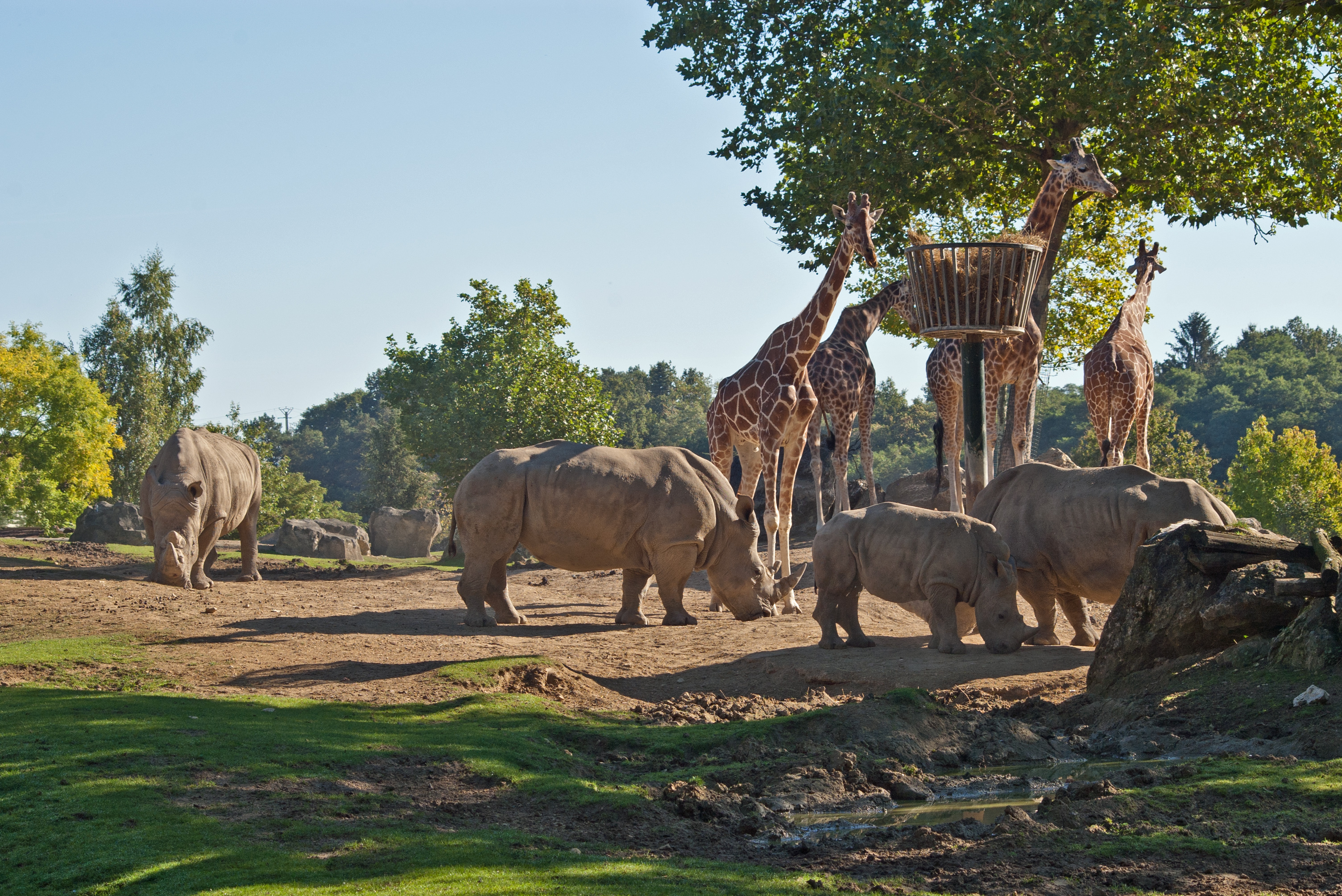
Plaine africaine met neushoorns en giraffes

Op de Plaine Africaine, de Afrikaanse savanne, leven sinds 1999 verschillende dieren bij elkaar. De dieren zijn gescheiden van het publiek door greppels. In het verblijf leven verschillende diersoorten, namelijk: giraffen (Rothschildgiraffen en Somalische giraffen), witte neushoorns, grévyzebra's, blauwe gnoes, struisvogels, nijlganzen, sabelantilopes en springbokken.

### Australiëhuis
Het Australiëhuis is geopend in 2002 en is een van de weinige plekken in Europa waar koala's en Goodfellowboomkangoeroes kunnen worden gezien. Daarnaast is er een aquarium met diverse soorten vissen van het Groot Barrièrerif. Ook zijn er kangoeroeratten, papoealori’s, baardagames en fijileguanen. In de naastgelegen buitenverblijven leven rode reuzenkangoeroes en kookaburra's.

### Lamantijnenbassin
Het lamantijnenbassin is het verblijf voor een familie Caribische lamantijnen. ZooParc de Beauval heeft een van de meest succesvolle fokgroepen van Europa. Naast de lamantijnen leven er ook vissen en arrauschildpadden uit de Amazone. Iedere lamantijn eet tot 50 kg groente per dag, het liefst eten ze sla, selderij en wortels. Het eerste lamantijnenkalf, Sylvester, werd geboren op 31 december 2001. In 2003 werd werelds eerste lamantijnentweeling geboren in gevangenschap.

### Gorillacomplex
Het gorillacomplex is een 11 meter hoge kas, waar verschillende vogels, zoals eenden, vrij rond vliegen. Ook zijn er een aquarium voor roodbuikpiranha’s, een verblijf voor mississippialligators, een verblijf voor matamata’s, een verblijf voor kolenbranderschildpadden en Braziliaanse reuzenschildpadden, terraria met pijlgifkikkers en tuinboa’s, en een binnenverblijf voor gorilla's en huzaarapen. Het buitenverblijf van de gorilla's is een groot eiland, die ze delen met knevelmeerkatten.

### Serre Tropicale des Singes
Dit gebouw, Serre Tropicale des Singes (Nederlands: Tropische kas van de apen) werd gebouwd als onderkomen voor een aantal van de primaten. Op dit moment wordt het gebouw gebruikt als binnenverblijf van de chimpansees en orang-oetans, die samen met de gibbons leven. Beide soorten hebben een groot eiland als buitenverblijf. In 2017 werden beiden binnenverblijven verbouwd. 
In de kas leven daarnaast onder andere: dwergzijdeaapjes, witgezichtsaki's, gouden leeuwaapjes en zwartstaartzilverzijdeaapjes. Sinds 1993 is er een vivarium met reptielen. Hierin leven onder andere: pythons, anaconda's, alligators en leguanen.

### Grote katten
De dierentuin heeft verschillende soorten grote katten:
- Leeuw
- Bengaalse tijger
- Sneeuwluipaard
- Jaguar, waaronder een melanistische variant
- Poema

Vlak bij de grote katten is er ook een verblijf voor gevlekte hyena's.

### Sur les hauteurs de Chine

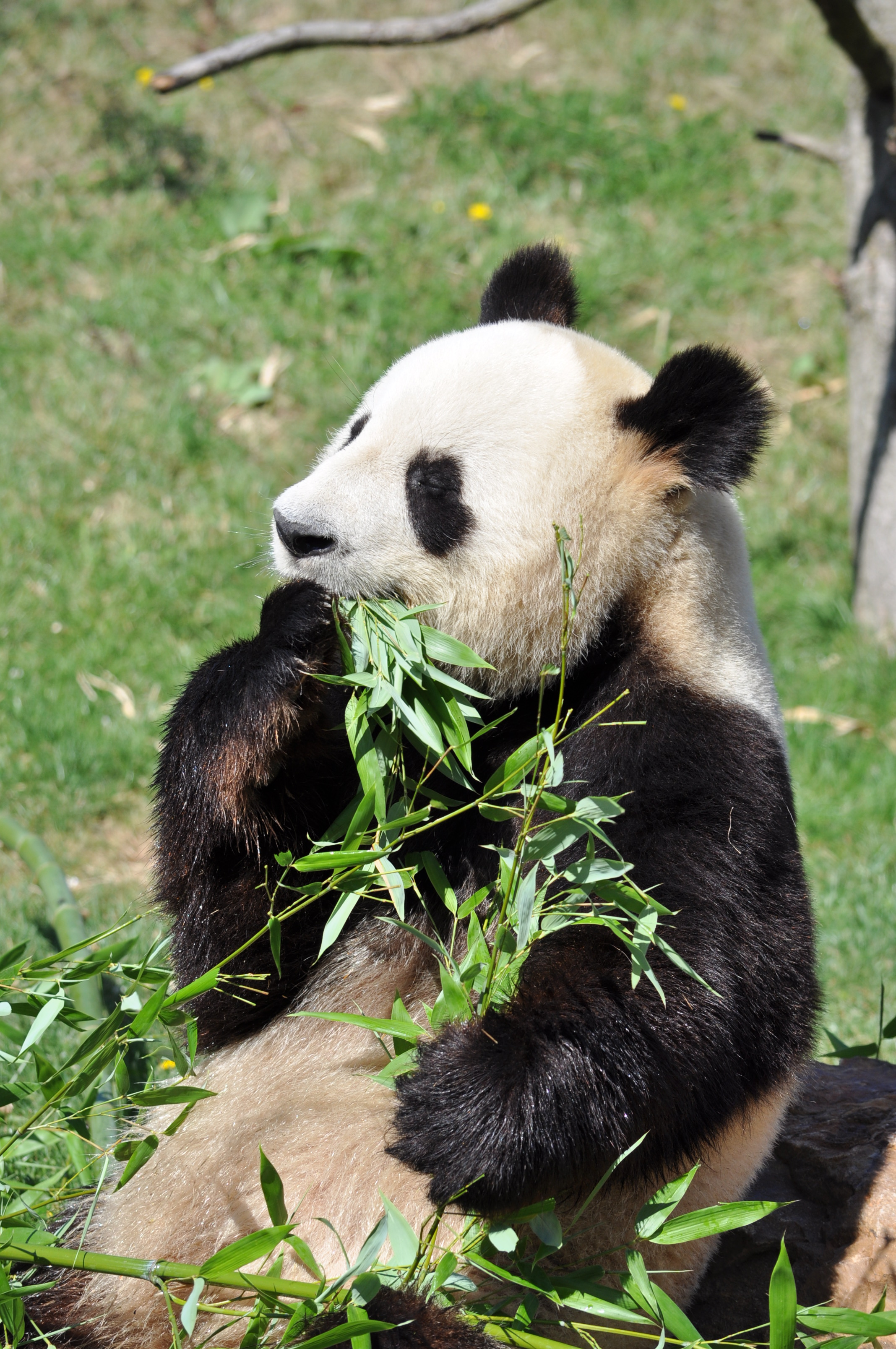
Reuzenpanda Yuan Zi in ZooParc de Beauval

Sur les hauteurs de Chine (Nederlands: op de hoogten van China) is een 2,5 hectare groot gebied met diersoorten uit China, waaronder takins, sneeuwpanters, Hanumanlangoeren, kleine panda's en Stellers zeearenden. In 2012 kwam er ook een verblijf voor twee reuzenpanda's: Yuan Zi et Huan Huan.

### La Reserve Des Hippopotames
Dit verblijf, La Reserve Des Hippopotames (Nederlands: het nijlpaardenreservaat), werd geopend in 2016 en is het verblijf voor een groep nijlpaarden, nyala's en penseelzwijnen. In het verblijf staan ook grote  baobabs en over het verblijf is een net gespannen. Dit is omdat er in het verblijf ook Afrikaanse vogels, zoals de hamerkop, pelikaan en Afrikaanse lepelaar leven.

### La Terre des lions
In 2017 werd La Terre des lions (Nederlands: het land van de leeuwen) geopend. Dit is een gebied van 5300 vierkante meter, waar zich een verblijf voor Afrikaanse leeuwen bevindt. Daarnaast zijn er ook twee verblijven voor stokstaartjes en Afrikaanse wilde honden te zien. Ook is er een grot waarin naakte molratten en diverse Afrikaanse reptielen, waaronder de pannenkoekschildpad te zien zijn.

### Le Dôme Equatorial
In 2020 werd het laatste grote project geopend: Le Dôme Equatorial (Nederlands: de equatoriale koepel). Dit is een kas van 1 hectare, met een koepel van 38 meter hoog. In de dome wordt een tropisch regenwoud nagebootst met 200 verschillende diersoorten. Noemenswaardige soorten zijn dwergnijlpaarden, reuzenotters, Caribische lamantijnen, komodovaranen, klauwaapjes, doodshoofdaapjes, roodscheendoeken en harpij-arenden.

### Kleinere dieren
Vlak bij de Tropische kas van de apen zijn vier kleinere verblijven voor vier verschillende soorten: kleinklauwotters, rode neusberen, wasberen en berberapen.

### Shows

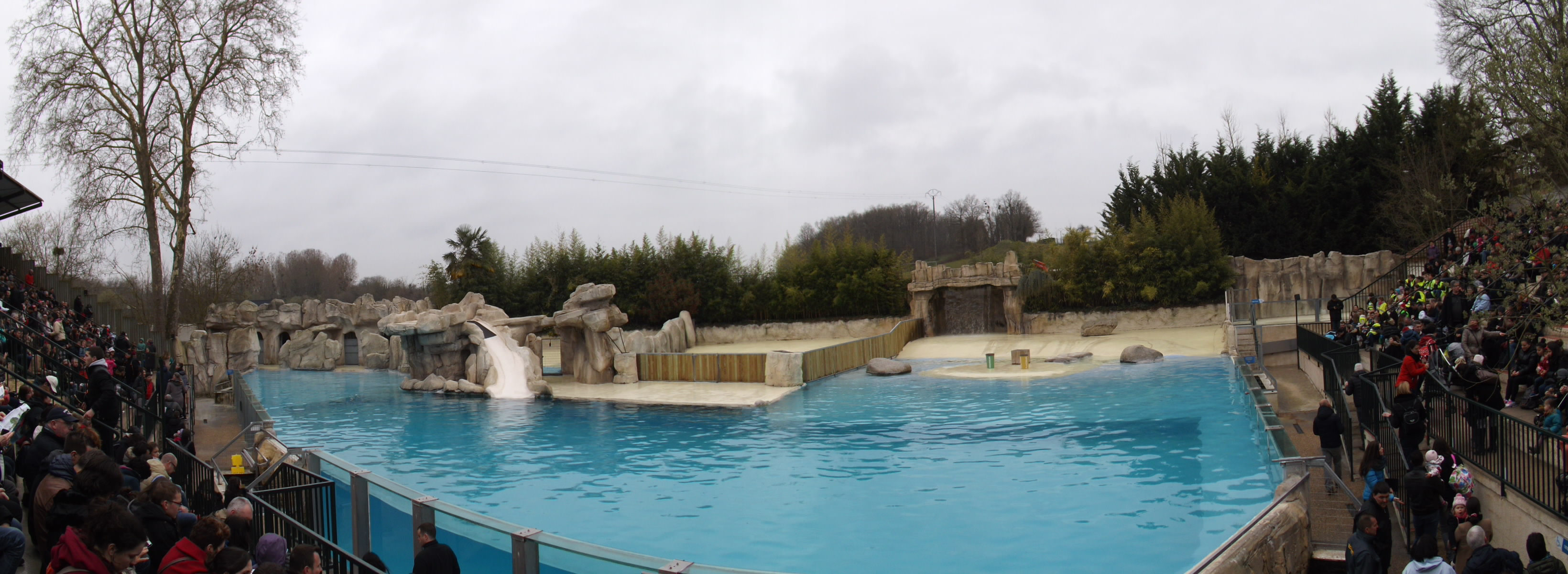
Showbassin

In de zeeleeuwenshow treedt een familie Californische zeeleeuwen op. Er zijn negen volwassen zeeleeuwen en vier jongen en ze zijn allen in Beauval geboren. Daarnaast is er een show met papegaaien en roofvogels.